# Straßenbahn Suwon
Die Straßenbahn Suwon ist ein geplantes Beförderungssystem in der südkoreanischen Stadt Suwon. Das Straßenbahnnetz soll zunächst aus einer Linie, später aus drei Linien bestehen. Auf dem Netz sollen batteriegetriebenen Fahrzeuge zum Einsatz kommen, sodass keine Oberleitungen benötigt werden. Betreiber ist die Suwon Transportation Corporation (STC).

## Geschichte

### Ausgangslage
Bis zur Eröffnung der Shinbundang Linie 2011, welche die Stadt an das U-Bahn-Netz von Seoul anband, bestand das Öffentliche Verkehrssystem in Suwon ausschließlich aus Buslinien. Aufgrund des hohen Verkehrsaufkommens in Suwon entschied sich die Stadtverwaltung daher ein Straßenbahnnetz zu bauen, um weniger von Bussen abhängig zu sein.

### Erste Straßenbahnlinien-Planungen (2010–2019)
Die ersten Pläne für ein Straßenbahnnetz bestanden schon seit 2003, wurden aber nicht weiterverfolgt. 2010 ließ die Stadt eine Tauglichkeitsprüfung für eine Straßenbahn in Suwon durchführen. Nach einigen Verschiebungen und Überarbeitungen, wurde der nun umzusetzende Plan für ein Straßenbahnnetz 2019 verabschiedet.

### Eröffnung von Straßenbahnlinien (ab 2023)
2023 soll die 6 km lange Straßenbahnlinie 1 von Suwon-Station bis zum Jangan-Rathaus-Station eröffnen und dabei 12 Haltestellen bedienen.[veraltet] Für die Zukunft plant die Stadt zudem eine zweite Linie und eine dritte Straßenbahnlinie.

## Fahrzeuge
Betrieben werden soll das Straßenbahnnetz von oberleitungslosen Straßenbahnen der Firma Hyundai Rotem. Diese entwickelt seit 2010 Straßenbahnmodelle, die – ähnlich wie manche Elektrobuslinien in Deutschland – an den Endhaltestellen aufgeladen werden und die komplette Strecke ohne weitere Energiezufuhr befahren können.

## Netzentwicklung

### Im Bau befindlichen Straßenbahnlinie
| Farbe             | Linienname        | Linienname (Hangeul) | Ausgangstation(en) | Endstation(en)    | Anzahl der Stationen | Gesamtlänge (in km) | Bauzeitraum       |
| Straßenbahn Suwon | Straßenbahn Suwon | Straßenbahn Suwon    | Straßenbahn Suwon  | Straßenbahn Suwon | Straßenbahn Suwon    | Straßenbahn Suwon   | Straßenbahn Suwon |
| ----------------- | ----------------- | -------------------- | ------------------ | ----------------- | -------------------- | ------------------- | ----------------- |
|                   | Linie 1           | 1호선                | Suwon Hauptbahnhof | Jowon             | 12                   | 6 km                | –2023             |

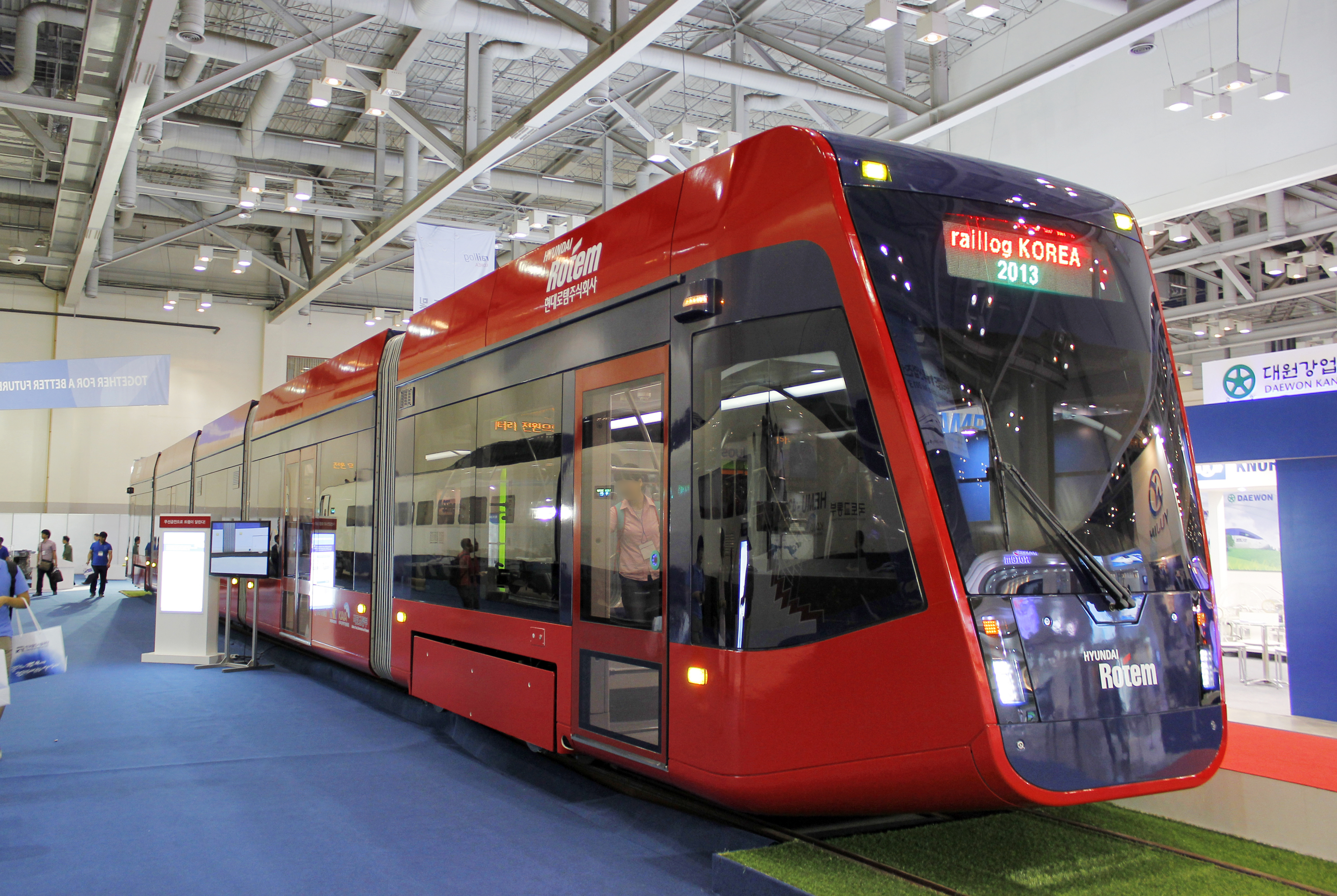
Pilotstraßenbahn, soll auf den neuen Strecken eingesetzt werden

Das Liniennetz soll zuerst aus einer Linie bestehen. Für die Zukunft sind weitere Linien geplant.

### Zukunft
Für die Zukunft sind weitere Straßenbahnlinien geplant:
| Farbe             | Linienname        | Linienname (Hangeul) | Ausgangstation(en) | Endstation(en)    | Anzahl der Stationen | Gesamtlänge (in km) | Bauzeitraum                   |
| Straßenbahn Suwon | Straßenbahn Suwon | Straßenbahn Suwon    | Straßenbahn Suwon  | Straßenbahn Suwon | Straßenbahn Suwon    | Straßenbahn Suwon   | Straßenbahn Suwon             |
| ----------------- | ----------------- | -------------------- | ------------------ | ----------------- | -------------------- | ------------------- | ----------------------------- |
|                   | Linie 2           | 2호선                | Galizien-Park      | Shindae-Jeosuji   | 24                   | 20 km               | Bau bisher noch nicht geplant |
|                   | Linie 3           | 3호선                | Suwon Hauptbahnhof | Dangsu            | 11                   | 11 km               | Bau bisher noch nicht geplant |

### Streckenverläufe
| 1호선 | Suwon Hauptbahnhof 수원역 ↔ Jowon 조원 | Mo–So |
| ----- | --- | ----- |
|       | - Suwon Hauptbahnhof • 수원역 - Gyeonggi-do, Provinzregierung • 도청입구 - Frauen-Center • 여성회관 - Paldalmun • 팔달문 - Hwaseong Haenggung • 화성행궁 - Janganmun • 장안문 - Suseong-Grundschule • 수성중학교 - Suwon-Stadion • 수원종합운동장 - Suwon-Baseballstadion • 수원야구장 - Rathaus Jangan-gu • 장안구청 - Hanil Town • 한일타운 - Jowon • 조원 |       |

| 3호선 | Suwon Hauptbahnhof 수원역 ↔ Dangsu 당수 | Mo–So |
| ----- | --- | ----- |
|       | - Suwon Hauptbahnhof • 수원역 - Pyeongdong • 평동 - Kosaek-Station • 고색역 - Sportpark • 수원터미널 - Kwonseon-Allee • 권선사거리 - Homaesil-Allee • 호매실사거리 - Neungsil • 능실 - Duamgol • 두암골 - Homaesil-Station • 호매실역 - Chilbo • 칠보 - Dangsu • 당수 |       |

| 2호선 | Galizien-Park 칼리지파크 ↔ Shindae-Jeosuji 신대저수지 | Mo–So |
| ----- | --- | ----- |
|       | - Galizien-Park • 칼리지파크 - Hwaljuro-Park • 활주로공원 - Seryu-Station • 세류역 - Suwon-Terminal • 수원터미널 - Sekwon-Allee • 세권사거리 - Kwonseon-Allee • 권선사거리 - Rathaus Suwon • 수원시청 - Ingye • 인계 - Rathaus Yeongtong • 영통구청 - Samsung Digitalstadt • 산성 디지털시티 - Samsung-Straße • 삼성로 - Woncheon Samsung • 원천삼성 - Nachonmal • 나촌말 - Woncheon-Station • 원천역 - Nationales Touristenbüro • 국토리지 정보원 - Beobwon-Allee • 법원사거리 - Ajou-Universität • 아주대학교 - Suwon-World-Cup-Stadion • 수원월드컵경기장 - Kwankyo, Technik-Dorf • 관교 테크노 밸리 - Kwankyo-Grundschule-Station • 관교중앙학교역 - Kwankyo, Zentraler Park • 관교 센트럴파크 - Kwankyo, Beobjo-Town • 관교 법조타운 - Sanghyeon-Station • 상현역 - Sanghyeon, Respia • 상현레스피아 - Shindae-Jeosuji • 신대저수지 |       |